# ایزا بلینی
ایزا بلینی (ایتالیایی: Isa Bellini؛ (زادهٔ ۱۹ ژوئن ۱۹۲۲ – درگذشتهٔ ۵ فوریهٔ ۲۰۲۱) با نام اصلی ایزابلا کالو خواننده، بازیگر، صداپیشه و مجری تلویزیون یهودی‌تبار اهل ایتالیا بود.
از فیلم‌هایی که وی در آن نقش داشت، می‌توان به عشق و آشوب و اتاق‌خواب‌ها اشاره کرد.